# Ровба (річка)
Ровба — річка в Україні, в межах Поліського району Київської області та Народицького району Житомирської області. Ліва притока Радчі (басейн Дніпра). 
Довжина 9,1 км. Річище звивисте. 
Бере початок на узліссі за 500 м на південь від смт Вільча (село Становище)†. Тече на південь, поступово змінюючи напрямок на південний захід. Протікає лісом повз села Вільхова та Ровба. За 1,5 км південніше Нової Радчі впадає у Грезлю.